# Odair Baia
Odair Pericles dos Ramos Jesús da Costa Baia (geb. 11. April 1978) ist ein ehemaliger são-toméischer Sprinter.

## Karriere
Er nahm an den Olympischen Sommerspielen 1996 über 100 m teil, schied aber in der Vorrunde aus.